# 雪梨書院卑力屈度灣校區
雪梨書院卑力屈度灣校區是澳洲新南威爾斯州雪梨內西區忌獵的一所政府資助全日制中學，男女同校。
該校建於1979年，初名為忌獵中學（Glebe High School），可容納約750名11年級至12年級學生。2005年，該校併入雪梨書院，自此與巴免校區及賴卡校區同為雪梨書院校區。

## 外部連結
- Sydney Secondary College Blackwattle Bay Campus website （页面存档备份，存于）